# Funny Lady
Funny Lady (com o mesmo título no Brasil) é um filme norte-americano de 1975, do gênero comédia musical, dirigida por Herbert Ross e estrelada pela actriz-cantora norte-americana Barbra Streisand e pelo ator egípcio Omar Sharif. O filme é uma sequência de Funny Girl, grande sucesso de Streisand e Sharif.
O destaque do filme é a canção How Lucky Can You Get, de autoria de John Kander e Fredd Ebb, e indicada ao prêmio Oscar de "Melhor Música" no ano de 1975.

## Sinopse
Nos anos 1930, em Nova Iorque, a famosa cantora Fanny Brice se divorcia de seu primeiro marido. Na época da Grande Depressão, ela encontra dificuldade para encontrar trabalho como artista, mas conhece um forasteiro que escreve músicas e possui o seu próprio clube noturno.

## Elenco principal
- Barbra Streisand.... Fanny Brice
- James Caan.... Billy Rose
- Omar Sharif.... Nick Arnstein
- Roddy McDowall.... Bobby Moore
- Ben Vereen.... Bert Robbins

## Principais prêmios e indicações
Oscar 1976 (EUA)
- indicado nas categorias de melhor figurino, melhor fotografia, melhor canção original, melhor trilha sonora de filme musical e melhor som.

Globo de Ouro 1976 (EUA)
- Indicado nas categorias de melhor filme - comédia /musical, melhor atriz - comédia/musical (Barbra Streisand),

revelação masculino (Ben Vereen), melhor canção original, melhor ator - comédia/musical (James Caan).